# Площадь Сокольническая Застава
Пло́щадь Соко́льническая Заста́ва (также Пло́щадь Соко́льнической Заста́вы) — площадь в Восточном административном округе города Москвы, в районе Сокольники. Находится на пересечении Богородского шоссе, улицы Олений Вал, 2-го и 4-го Полевых переулков. С севера примыкала к Сокольнической площади.

## История

### Местность
Первоначально Сокольническая застава располагалась на въезде в Москву со стороны торгового села Стромынь. Дорога от заставы вела в города Киржач, Юрьев-Польский, Суздаль и называлась Стромынской. До начала XIX века Стромынская дорога проходила через Сокольническое поле, на котором проводились народные гуляния, солдатские учения и смотры войск. Позже были оформлены парадные въезды в Москву и роль заставы постепенно потеряла значение.

### Образование площади
Площадь образовалась в XIX веке у заставы Камер-Коллежского вала:489. Своё название она получила по находившейся в этой местности заставе (воротам) в Камер-Коллежском валу и непосредственно примыкавшей к нему Сокольничьей роще. Иногда она также называется площадью Сокольничьей Заставы:587.
Ранее она занимала пространство между Камер-Коллежским валом, Песочным переулком и Четвёртым Полевым переулком. Позже площадь была частично застроена и её значительная часть была передана Русаковской улице (в современное время эта часть входит в состав Сокольнической площади):489.

### Современное состояние
В настоящее время площадь Сокольнической заставы является открытым пространством перед входом в парк «Сокольники», который является крупнейшей рекреационной зоной Москвы. Исторический ансамбль заставы до настоящего времени не сохранился. Согласно выводам «Московского архитектурного центра», «современное архитектурное оформление [площади] не соответствует роли и значимости данной территории, как в общем решении Сокольнической площади, так и в структуре территорий исторических застав системы Камер-Коллежского вала».

### Планы обустройства и реконструкции
Согласно планам обустройства, предлагается восстановить парадный въезд Сокольнической заставы, что, по мнению центра, «может послужить началом реализации программы по закреплению и выявлению границ исторической Москвы».
В процессе реконструкции площади предполагается создать двумя очередями культурно-сервисный центр «Сокольническая застава». Воссоздание ансамбля предполагается из двух зданий бывших кордегардий, в которых планируется организовать музейно-выставочный комплекс, является первой очередью создания. В подземном уровне зданий, согласно проектам, планируется разместить торгово-выставочную зону с кафе-рестораном «У Сокольнической заставы» на 50 мест, камерный кинозал и другие объекты. Во второй очереди планируется создать культурный центр на базе сохранившегося театра «Тиволи». В целом такие мероприятия должны привести к созданию в районе площади многофункционального культурно-обслуживающего комплекса.